# 布爾杜爾

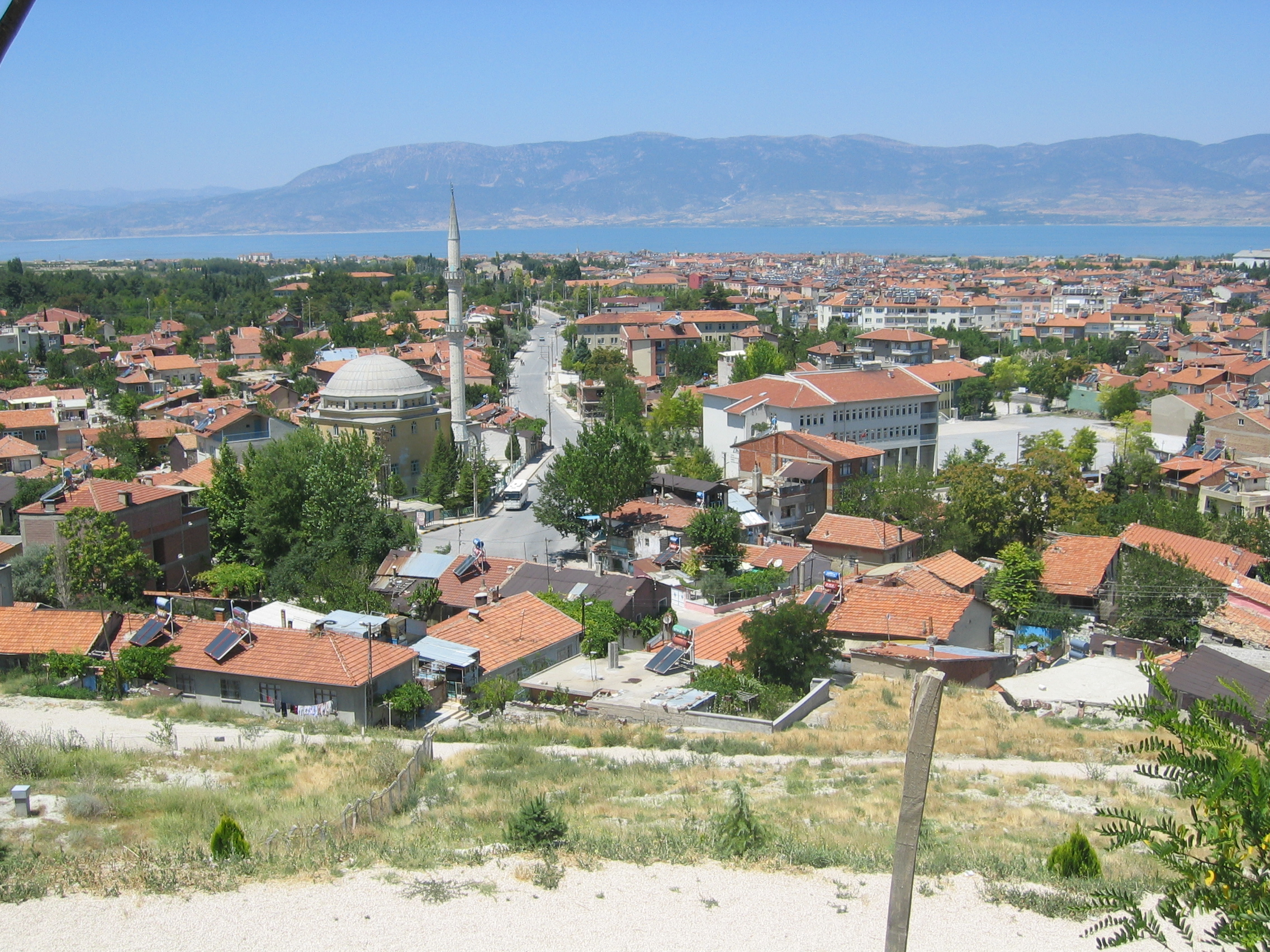
布爾杜爾

布爾杜爾是土耳其的城市，也是布爾杜爾省的首府，位於該國西南部，面積839平方公里，海拔高度1,451米，受地中海氣候影響，每年平均降雨量433毫米，2010年人口78,389。

## 外部連結
- Governor's official website （页面存档备份，存于）